# 親台派
親台派（英語：Pro-Taiwanese），又稱友台派，意指對台灣政治、文化及經濟抱持親近與好感的外國人士與團體，部分人士更親近台灣泛綠陣營的政治立場，反對中國因素。若扣除政治立場，則稱為哈台族。

## 各方看法
中國國民黨等泛藍派
等同於對中華民國的支持。
 中国共产党與親共派
將其稱為「親台反華勢力」。

## 親台人士

### 美国

#### 共和黨
隆納·雷根（Ronald Reagan）
第40任美國總統，已故。1971年10月9日，當時雷根是加州州長，以「私人代表」身分抵台出席中華民國建國60年國慶，不久他在中華民國被迫退出聯合國時對於非洲國家的倒戈行徑表達強烈不滿。總統任內和中華人民共和國政府簽署八一七公報前夕寄給時任中華民國總統蔣經國一份私人信函傳達對台六項保證，以及留下關於八一七公報的內部備忘錄聲明美國同意減少對台軍售的意願全然以中國持續其和平解決中華民國與中華人民共和國分歧的承諾為先決條件，美國對台提供武器之性能與數量完全視中華人民共和國所構成之威脅而定。
唐納·川普（Donald Trump）
第45任和候任美國總統。2016年12月2日，以美國總統當選人的身分進行川蔡通話，他在Twitter與Facebook主動提及此事，稱呼時任中華民國總統蔡英文為「台灣總統」（The President of Taiwan），並批評中國方面（中華人民共和國）對於此事的抗議。在他首屆總統任內簽署了《台灣旅行法》使之生效。
麥克·彭斯（Mike Pence）
前美國副總統。在川蔡通話後的訪談、哈德遜研究所和威爾遜中心的演講發表支持台灣的言論。
雷克斯·提勒森（Rex Tillerson）
前美國國務卿。主張美、中對「一中政策」有不同解釋，並多次重申美國會履行《台灣關係法》與六項保證的承諾。
邁克·蓬佩奧（Mike Pompeo）
前美國國務卿。任內多次發表支持台灣的言論。卸任後，於2022年3月2日訪問台灣並會見總統蔡英文及政府高層，同年9月26日再度訪台，其呼籲美國應重視台灣主權，並主張美國的模糊政策不利於台海和平。 
賴因斯·蒲博思（Reince Priebus）
前白宮幕僚長、共和黨全國委員會主席。主導共和黨黨綱納入對台六項保證。
約翰·馬侃（John Sidney McCain III）
已故資深美國參議員。
彼得·納瓦羅（Peter Navarro）
前白宮貿易與製造業政策辦公室主任。主張美國必須對中國採取更積極強硬的貿易政策，加強與台灣的關係，包括協助發展潛艦計畫，並建議華府應停止提及「一個中國」政策，同時「無須激怒貓熊」（poke the Panda）。2016年訪問台灣。
約翰·波頓（John Bolton）
前美國國家安全顧問、美國常駐聯合國代表，亦是川普幕僚之一。2007年8月，與時任民進黨主席游錫堃餐敘時指出沒有人會否定台灣成為聯合國會員國的能力；會見中華民國外交部長黃志芳時表態支持台灣入聯，符合美國利益。2017年1月，投書主張美國不僅要重新審視「一個中國」原則、擴大台美外交互動，甚至在台灣駐軍，不僅可化解駐日美軍爭議，也可取代走下坡的美菲軍事關係。2019年5月，與訪美的中華民國國安會祕書長李大維會面，是台美國安人士最高層級的會面。
丹·科茨（Dan Coats）
前美國國家情報總監、參議員。1980年代訪問台灣。2016年，他於國會審查《2017年國防授權法案》時提出解除美國軍事將領和助理國防部長以上層級官員訪台的限制，後來他的版本與其他議員的提案整合，經過兩院協商，獲得參、眾兩院通過，並由歐巴馬總統簽字生效成為法律。他亦要求美國轉移派里級巡防艦給台灣，當時的眾院外委會主席羅伊斯同樣積極推動此案，最終獲得參、眾兩院通過。此外他要求美國國防部邀請台灣參加環太平洋軍演。
葉望輝（Stephen J. Yates）
前美國副總統副國家安全顧問，亦是川普幕僚之一。曾在1987年至1989年間到台灣傳教。2008年4月20日，在台灣主權地位國際研討會上指出「台灣從未是中國一份子」。此外，其喜愛品嘗台灣小吃。
紐特·金瑞契（Newt Gingrich）
前美國眾議院議長，亦是川普幕僚之一。1997年以眾議院議長的身份率十一名眾議員訪台。多次呼籲華府應該對抗在兩岸關係上施壓台灣的中國。金瑞契在卸任後的談話中提及台灣有資格加入聯合國。
馬可·魯比歐（Marco Rubio）
現任美國佛州聯邦參議員。2016年6月於佛州邁阿密會晤總統蔡英文，其官方新聞稿稱蔡英文為台灣總統（Taiwan's President）。與聯邦參議員吉姆·殷荷菲提出參議院版本的《台灣旅行法》法案（S.3397）。
泰德·克魯茲（Ted Cruz）
現任美國德州聯邦參議員。2017年1月於德州休士頓會晤總統蔡英文。2019年，是35年以來第一位拜訪台灣並且參與雙十節國慶典禮的美國聯邦參議員。長久以來是台美關係的提倡者及強烈的反共產主義者，如擁護台灣旅行法與台北法。於2021年3月24日提出ROC法案。
喬希·霍利（Josh Hawley）
現任美國密蘇里州聯邦參議員。推出武裝台灣法案（Arm Taiwan Act）及台灣武器出口法案（Taiwan Weapons Exports Act），以加強台灣軍事自我防衛能力。
保羅·萊恩（Paul Davis Ryan Jr.）
前美國眾議院議長。甫卸任即代表美國政府率團出席AIT新址開館典禮
馬克·艾斯培（Mark Esper）
前美國國防部長。2022年7月18日，訪問台灣並且會晤總統蔡英文。呼籲台灣應該男女皆兵。
湯姆·蒂芬尼（Tom Tiffany）
現任美國威斯康辛州聯邦眾議員。2021年2月，与宾夕法尼亚州联邦众议员斯科特·佩里提出共同决议案，呼吁拜登政府终结“一个中国政策”並与台湾建立外交关系。
麥克·麥考爾（Michael McCaul）
現任美國德克薩斯州聯邦眾議員。2023年4月6日，率7位聯邦眾議員訪台。

#### 共和黨幕僚、智庫、顧問等
費浩偉（Harvey Julien Feldman）
前美國外交官，美國在台協會成立者，已故。
薛瑞福（Randall Schriver）
前美國國防部亞太助理部長、美國國務院亞太副助卿。創辦2049計畫研究所，並與台灣有密切的互動，支持美國對台軍售協助台灣建立堅實自我防衛力量的。2017年10月28日，獲得美國總統川普提名擔任國防部亞太助理部長，白宮在聲明中提到薛瑞福曾獲得「台灣的總統頒發景星勳章」。
艾德溫·佛訥（Edwin Feulner）
傳統基金會創辦人，亦是川普幕僚之一。多次訪問台灣。

#### 民主党
南希·裴洛西（Nancy Pelosi）
前美國眾議院議長。2022年8月2日至8月3日在中國以武力恐嚇之下仍在議長任內力排眾議堅持訪台。
譚美·達克沃斯（Tammy Duckworth）
美國伊利諾州聯邦參議員。2021年6月6日，谭美·达克沃斯与阿拉斯加州联邦参议员丹·沙利文与德拉瓦州联邦参议员克里斯·康斯搭乘美国空军现役C-17A运输机，自韓國出發访问中华民国台北市，并赠送台湾75万剂新冠疫苗。
傑夫·默克利（Jeff Merkley）
現任美國俄勒岡州聯邦參議院議員。與馬可·魯比歐共同提出《台灣關係強化法案》。

#### 其他
詹姆士·馬提斯（Jim Mattis）
前美國國防部長。在2018年香格里拉對話中表示美國會依據《台灣關係法》繼續為台灣提供防衛性武器，以供台灣安全的保障，反對所有單方面改變現狀的行動，並將繼續堅持主張任何分歧的解決都必須根據台灣海峽兩岸人民的意願。
費雪禮（Richard Fisher, Jr.）
美國軍事學者。2016年11月6日，受訪表示投給川普的原因是台灣。
曹長青
中國大陸異見人士，現已移民並加入美國國籍。長期明確支持台灣獨立運動。
Angrypug
美國實況玩家。2015年7月5日，在Youtube發布Taiwan#1（台湾NO.1）影片。2016年1月29日，抵台參加台北電玩展開幕式。
Curvyllama
美國實況玩家。跟進Angrypug的言論。
Kson
美國YouTuber。曾在直播中數次提到台灣為國家，並且因此遭到中國部分網友抵制。

### 英国
羅達菲（Dafydd Fell）
英國政治學家，台灣研究中心主任，專門研究台灣政治、兩岸關係。
郝毅博（Ben Hedges）
英國記者。親台派，熱愛中華文化，但因抱持反中共和立場，並關注中國大陸人權議題、香港雨傘革命及台灣太陽花學運與反高中課綱微調運動，而受到中國大陸親共人士與香港親共人士的抨擊。
伊麗莎白·特拉斯（Mary Elizabeth Truss）
前英國首相、前英國外交大臣。呼籲西方國家及北約盟邦，為避免俄羅斯入侵烏克蘭之類的事件再度發生，應確保台灣有足夠自我防衛的能力，以確保台海和平與穩定。

### 日本
田邊憲司（田辺 憲司）
2010年，登上台灣玉山高舉「日本支持台灣獨立建國」布條，之後遭馬英九政府拒絕入境。2014年初，被台灣解除管境入境後，於6月再度抵台支持台獨。
永山英樹
發起「台灣2020東京」活動，訴求2020年東京奧運將台灣代表團之名「中華台北」（CHINESE TAIPEI）改為「台灣」。
淺野和生
政治學者，曾表示希望研究日本版的「台灣關係法」。
森喜朗
小池百合子
麻生太郎
石原慎太郎
櫻井良子
金美齡
岸信介
佐藤榮作
安倍晉三
前日本首相，是日本親臺派重要人物，他積極討論臺灣問題、與臺灣政治界建立情誼，曾支持被中國禁止進口的臺灣鳳梨、協助取得日本政府捐贈臺灣的百萬劑嚴重特殊傳染性肺炎疫苗，並指出「臺灣有事」將是日本與美日同盟威脅，增強日本與臺灣的友好關係，是1960年代後最為親臺的日本政治領袖。
岸信夫
高市早苗

### 捷克
茲德涅克·賀吉普（Zdeněk Hřib）
前布拉格市長。2019年訪問台灣，2020年1月13日與台北市締結姊妹市，多次發表支持台灣的言論。
韋德齊（Miloš Vystrčil）
現任捷克參議院議長。2020年訪問台灣。在中華民國立法院發表演說時以中文說出「我是台灣人」。
馬克塔·佩卡洛娃·阿達莫娃（Markéta Pekarová Adamová）
現任捷克眾議院議長。2023年3月28日率團訪問台灣。

### 
袁紅冰
中國大陸異見人士，現已入籍澳大利亞。2014年10月18蒞臨台南市的國立成功大學發表演說，表示建立台灣共和國才是台灣唯一可走的生路。

## 親台團體
國會台灣連線
美國眾議院跨黨派的親台組織，2002年4月9日成立至今。同時還有美國參議院台灣連線，2003年9月18日成立至今。
日華議員懇談會
福爾摩沙俱樂部
Formosa Club
- 歐洲議會友台小組

European Parliament-Taiwan Friendship Group
- 英國國會台英國會小組

British-Taiwanese All-Party Parliamentary Group
- 德國國會友台小組

Germany-Taiwan Parliamentary Friendship Group
- 法國國民議會友台小組、法國參議院友台小組

French National Assembly's France-Taiwan Parliamentary Friendship Group , French Senate’s France-Taiwan Friendship Group
義大利兄弟黨
義大利兄弟黨一向對台相當友好，如果以義大利兄弟黨為首的中間偏右聯盟在選後執政，梅洛尼曾表示，義大利將退出中國的一帶一路倡議。
歐洲自由民主聯盟黨
2019年通過「加強歐洲因應中國崛起的能力」決議，內容包括關切中國介入臺灣事務，並呼籲歐洲支持台灣。
台灣角
丹麥友台組織「台灣角」（Taiwan Corner），主席為麥可丹尼爾森（Michael Danielsen）。
台灣建國應援團
支持台灣獨立的日本親台團體。

## 親台活動
謝謝臺灣計畫
日本人感謝台灣人對於東日本大地震的災後援助。